# كين تشيس (فنان ماكياج)
كين تشيس (بالإنجليزية: Ken Chase)‏ هو فنان ماكياج أمريكي، ولد في 1942 في لوس أنجلوس في الولايات المتحدة.

## وصلات خارجية
- كين شايس على موقع IMDb (الإنجليزية)
- كين شايس على موقع قاعدة بيانات الفيلم (الإنجليزية)